# Титавнин, Юрий Борисович
Ю́рий Бори́сович Тита́внин (5 января 1945, Куйбышев — 26 сентября 2014) — советский и российский яхтсмен и тренер по парусному спорту.

## Биография
Парусным спортом начал заниматься в 1960-х годах в Куйбышеве. Первым тренером был заслуженный мастер спорта Николай Мясников.
Срочную службу проходил в спортроте Тихоокеанского флота, принимал участие и побеждал в соревнованиях и на море, и на буерах. После демобилизации вернулся в Куйбышев, но вскоре переехал в Тольятти.
Участвовал в соревнованиях в классах «Финн», «Звёздный», «Торнадо» — становился призёром всесоюзных регат, чемпионом СССР в группе Б.
С 1980 года тренер открывшегося в Тольятти отделения школы высшего спортивного мастерства. В качестве тренера готовил спортсменов в классе «Торнадо». Его ученики неоднократно занимали призовые места на чемпионате России:
- 2000 год: М. Семёнов, С. Богаткин — 1 место, Е. Ломакин, В. Юдин, 2 — место[3];
- 2001 год: К. Емельянов, А. Янин — 1 место, М. Семёнов, С. Богаткин — 3 место[4];
- 2003 год: К. Емельянов, А. Янин — 1 место, М. Семёнов, С. Богаткин — 2 место

Также работал директором яхт-клуба «Роза ветров», исполнительным директором Ассоциации парусных катамаранов.
Погиб в результате несчастного случая в 2014 году. Похоронен в Тольятти.